# Muazzez Sultan
Muazzez Sultan, död 1687, var en gemål (slavkonkubin) till den osmanska sultanen Ibrahim (sultan). 
Hennes ursprung är okänt. Hon föll offer för slavhandeln och hamnade i det kejserliga osmanska haremet, där hon blev konkubin till sultanen 1640. Hon var mor till Ahmed II med sultanen. 
Hon uppges ha varit en av hans favoriter, och fick därför titeln Haseki Sultan 1643. Hon beskrivs som sultanens vackraste konkubin, med mild karaktär och älskvärda sätt. 